# Keulenfrüchte

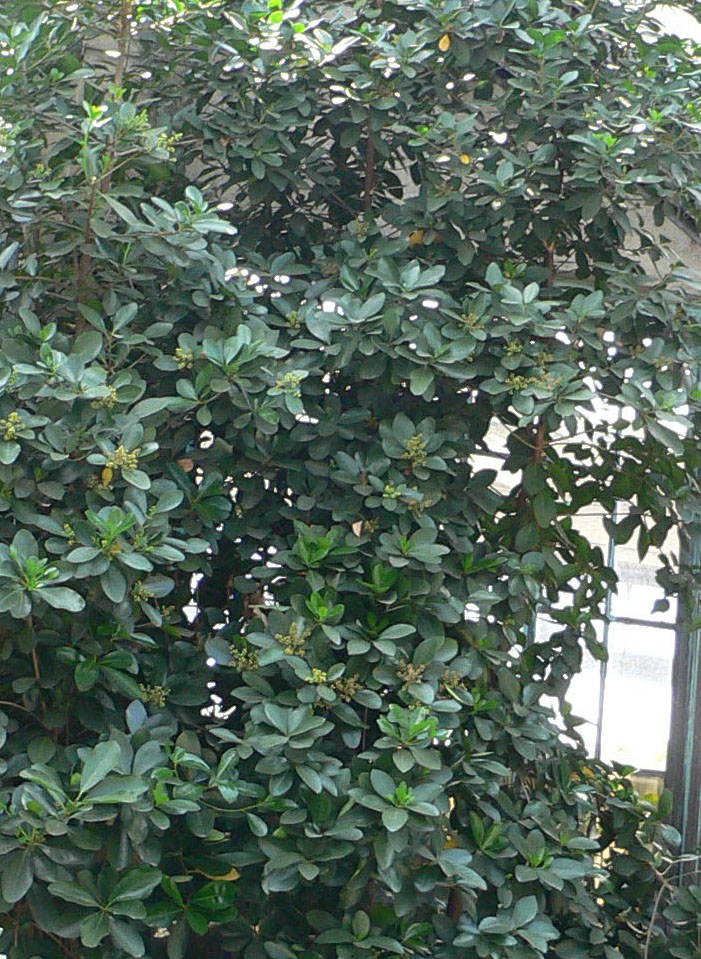
Karaka (Corynocarpus laevigatus), Habitus, Blätter und Blütenstände

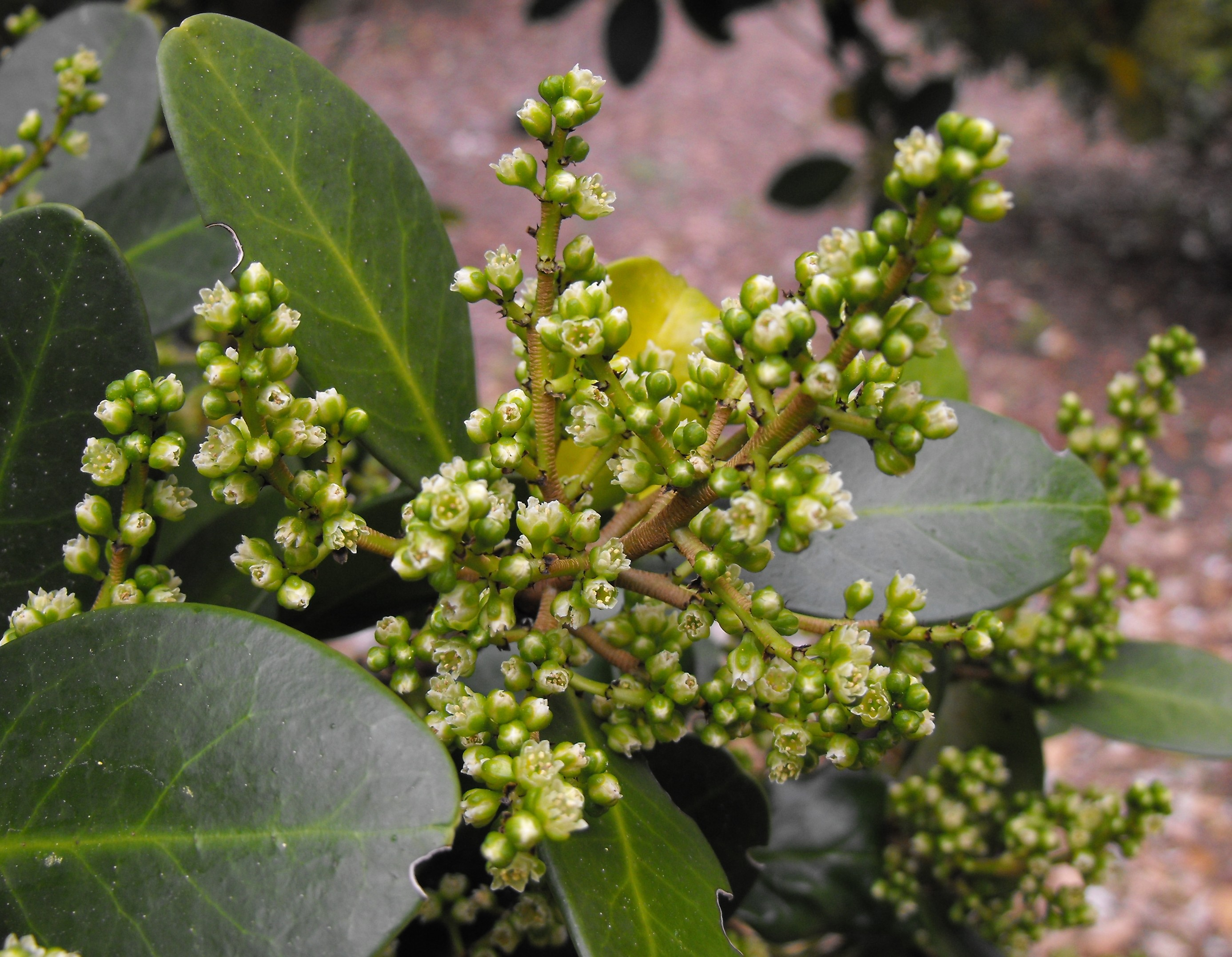
Blütenstand des Karaka (Corynocarpus laevigatus)

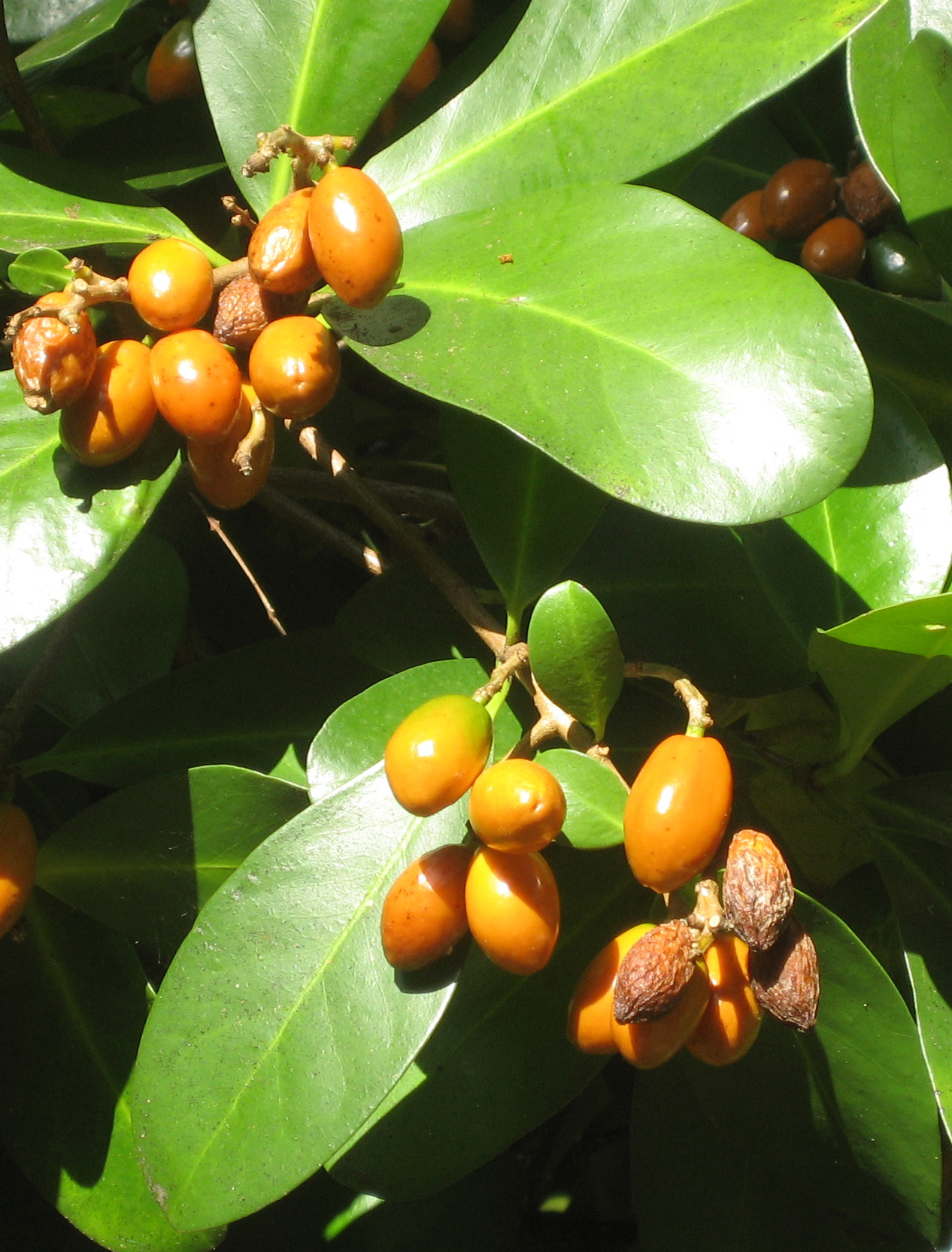
Früchte des Karaka (Corynocarpus laevigatus)

Die Keulenfrüchte (Corynocarpus) sind die einzige Pflanzengattung der Familie Keulenfruchtgewächse (Corynocarpaceae) innerhalb der Ordnung der Kürbisartigen (Cucurbitales). Keulenfrucht ist die direkte Übersetzung des botanischen Namens Corynocarpus (griechisch: korýne für Keule und cárpus für Frucht). Sie sind im Malaiischen Archipel und in Ozeanien heimisch.

## Beschreibung
Es sind immergrüne Bäume oder Sträucher. Die ganze Pflanze mit Ausnahme des Fruchtfleisches ist sehr giftig. Die wechselständig oder spiralig angeordneten Laubblätter sind gestielt, einfach, ledrig und ganzrandig. Nebenblätter sind vorhanden oder fehlen.
Sie haben doldenrispige oder traubige Blütenstände.
Anders als die meisten Taxa der Ordnung der Kürbisartigen (Cucurbitales) sind die Blüten nicht getrenntgeschlechtig. Die zwittrigen, radiärsymmetrischen, kleinen Blüten sind fünfzählig. Es sind je fünf freie Kelch- und Kronblätter vorhanden. Es gibt zwei Kreise mit je fünf Staubblättern, die nicht untereinander, aber mit der Basis der Kronblätter verwachsen sind und nur der innere Kreis der Staubblätter ist fertil. Die zwei Fruchtblätter sind zu einem oberständigen Fruchtknoten verwachsen.
Sie bilden teils essbare Steinfrüchte, die jeweils nur einen Samen enthalten.
An Inhaltsstoffen sind zum Beispiel Flavonoide (Kaempferol) und bittere Glukoside vorhanden.

## Systematik und Verbreitung
Das Verbreitungsgebiet sind tropische warm gemäßigte Gebiete des südwestlichen Pazifikraumes. Die Corynocarpus-Arten haben ihre Heimat in Neuguinea, Vanuatu, Neukaledonien, Queensland (in Australien) und Neuseeland. In Hawaii ist Corynocarpus laevigatus eine invasive Pflanze.
Der Gattungsname Corynocarpus wurde 1775 durch Johann Reinhold Forster und Johann Georg Adam Forster Characteres Generum Plantarum Edn. 1.: 31, t. 16 erstveröffentlicht. Typusart der Gattung ist Corynocarpus laevigatus J.R.Forst. & G.Forst. Der Familienname wurde durch Adolf Engler in Engler & Prantl, 1897 erstveröffentlicht.
Die Zugehörigkeit von Arten zur Gattung Corynocarpus ist schon lange unbestritten. Aber die Stellung der Gattung im System der Bedecktsamigen Pflanzen wurde oft diskutiert und diese Gattung wurde schon sehr vielen Familien (Anacardiaceae, Berberidaceae, Celastraceae, Cunoniaceae, Escalloniaceae, Malpighiaceae, Melastomataceae, Myrsinaceae, Rosaceae, Sapindaceae, Saxifragaceae, Sterculiaceae, Theophrastaceae) nahegestellt. Die Gattung wurde die meiste Zeit als sehr isoliert betrachtet und dies wurde von Takhtajan 1997 der in eine eigene monogenerisch Ordnung Corynocarpales stellte. Aktuell bildet Corynocarpus alleine die Familie der Corynocarpaceae und diese ist Teil einer vergrößerten Ordnung Cucurbitales.
In der Gattung Corynocarpus bzw. der Familie der Corynocarpaceae gibt es nur fünf Arten und zwei Unterarten (oder sechs Arten):
- Corynocarpus cribbianus (F.M.Bailey) L.S.Sm: Die Heimat ist Neuguinea und das nördliche und nordöstliche Queensland.[2]
- Corynocarpus dissimilis Hemsl.: Sie kommt nur auf Neukaledonien vor.[2]
- Karaka (Corynocarpus laevigatus J.R.Forst. & G.Forst.): Er gedeiht in Neuseeland, im Tiefland und Küstengebieten der Nordinsel, im nördlichen Teil der Südinsel auf der Raoulinsel und den Chatham-Inseln.[2]
- Corynocarpus rupestris Guymer: Mit zwei Unterarten kommen in getrennten Gebieten Australiens vor:
  - Corynocarpus rupestris subsp. arborescens Guymer: Sie kommt nur im südöstlichen Queensland vor.[2]
  - Corynocarpus rupestris Guymer subsp. rupestris: Sie kommt nur im nordöstlichen New South Wales vor.[2]
- Corynocarpus similis Hemsl.: Sie kommt auf Vanuatu vor.[2]

Die durch molekulargenetischen Daten ermittelten verwandtschaftlichen Beziehungen spiegeln sich auch in der heutigen Verbreitung der Arten wider.
Kladogramm:
|  | Corynocarpus laevigatus |
|  |                         |
|  | Corynocarpus dissimilis |
|  |                         |

|                        | Corynocarpus cribbianus                                                                                               |
|                        | |
| Corynocarpus rupestris | \| \| Corynocarpus rupestris subsp. rupestris \| \| \| \| \| \| Corynocarpus rupestris subsp. arborescens \| \| \| \| |
|                        | \| \| Corynocarpus rupestris subsp. rupestris \| \| \| \| \| \| Corynocarpus rupestris subsp. arborescens \| \| \| \| |
|                        | Corynocarpus rupestris subsp. rupestris                                                                               |
|                        | |
|                        | Corynocarpus rupestris subsp. arborescens                                                                             |
|                        | |

|  | Corynocarpus rupestris subsp. rupestris   |
|  |                                           |
|  | Corynocarpus rupestris subsp. arborescens |
|  |                                           |

|  | Corynocarpus laevigatus |
|  |                         |
|  | Corynocarpus dissimilis |
|  |                         |

|                        | Corynocarpus cribbianus                                                                                               |
|                        | |
| Corynocarpus rupestris | \| \| Corynocarpus rupestris subsp. rupestris \| \| \| \| \| \| Corynocarpus rupestris subsp. arborescens \| \| \| \| |
|                        | \| \| Corynocarpus rupestris subsp. rupestris \| \| \| \| \| \| Corynocarpus rupestris subsp. arborescens \| \| \| \| |
|                        | Corynocarpus rupestris subsp. rupestris                                                                               |
|                        | |
|                        | Corynocarpus rupestris subsp. arborescens                                                                             |
|                        | |

|  | Corynocarpus rupestris subsp. rupestris   |
|  |                                           |
|  | Corynocarpus rupestris subsp. arborescens |
|  |                                           |

|  | Corynocarpus laevigatus |
|  |                         |
|  | Corynocarpus dissimilis |
|  |                         |

|                        | Corynocarpus cribbianus                                                                                               |
|                        | |
| Corynocarpus rupestris | \| \| Corynocarpus rupestris subsp. rupestris \| \| \| \| \| \| Corynocarpus rupestris subsp. arborescens \| \| \| \| |
|                        | \| \| Corynocarpus rupestris subsp. rupestris \| \| \| \| \| \| Corynocarpus rupestris subsp. arborescens \| \| \| \| |
|                        | Corynocarpus rupestris subsp. rupestris                                                                               |
|                        | |
|                        | Corynocarpus rupestris subsp. arborescens                                                                             |
|                        | |

|  | Corynocarpus rupestris subsp. rupestris   |
|  |                                           |
|  | Corynocarpus rupestris subsp. arborescens |
|  |                                           |

|  | Corynocarpus laevigatus |
|  |                         |
|  | Corynocarpus dissimilis |
|  |                         |

|                        | Corynocarpus cribbianus                                                                                               |
|                        | |
| Corynocarpus rupestris | \| \| Corynocarpus rupestris subsp. rupestris \| \| \| \| \| \| Corynocarpus rupestris subsp. arborescens \| \| \| \| |
|                        | \| \| Corynocarpus rupestris subsp. rupestris \| \| \| \| \| \| Corynocarpus rupestris subsp. arborescens \| \| \| \| |
|                        | Corynocarpus rupestris subsp. rupestris                                                                               |
|                        | |
|                        | Corynocarpus rupestris subsp. arborescens                                                                             |
|                        | |

|  | Corynocarpus rupestris subsp. rupestris   |
|  |                                           |
|  | Corynocarpus rupestris subsp. arborescens |
|  |                                           |

Chromosomenzahlen: Corynocarpus cribbianus, Corynocarpus dissimilis, Corynocarpus laevigatus und Corynocarpus similis sind diploid (2n = 46). Corynocarpus rupestris ist tetraploid (2n = 92).